# O RLY?

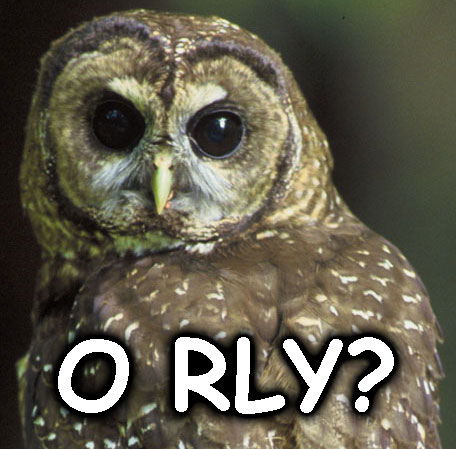

O RLY?는 인터넷 속어의 일종으로, "Oh, really?"(어, 정말?)라는 의미이다. 한국어에서는 아, 그래요?로 번역되었다. 대부분 눈올빼미 사진을 이용한 이미지 매크로로 표현된다. "O RLY?"라는 표현은 풍자적인 표현으로, 화자가 뻔한 거짓말을 하고, 이야기의 내용이 일치하지 않는 경우에도 사용된다. 또한 O RLY? 대신 "YA RLY"(Yeah, really.) 나 "NO WAI!"(No way!)가 사용될 수 있다. 이 "O RLY?"라는 표현은 2003년 8월 초기 무렵부터 섬싱 오풀에서 사용되기 시작하였다. "O RLY?"라는 문자가 들어있는 올빼미의 이미지는 2001년에 자연 사진 작가 존 라이트가 뉴스 그룹에 게재한 사진을 바탕으로 하고있다.

## 같이 보기
- 롤캣